# Козлик та його горе
«Козлик та його горе» — анімаційний фільм 1976 року Творчого об'єднання художньої мультиплікації студії Київнаукфільм, режисер — Леонід Зарубін.

## Над мультфільмом працювали
- Режисер: Леонід Зарубін
- Автор сценарію: Емма Мошковська
- Композитор: Мирослав Скорик
- Художник-постановник: Наталія Горбунова
- Оператор: Тамара Федяніна
- Звукорежисер: Ігор Погон
- Ляльководи: Жан Таран, Елеонора Лисицька, Анатолій Трифонов
- Ляльки і декорації виготовили: Я. Горбаченко, В. Гахун, А. Радченко, В. Яковенко
- Редактор: Світлана Куценко
- Директор картини: М. Гладкова
- Російською мультфільм дубльований за участю актриси Клари Румянової